# Ruwenzori-Gebirge
Das Ruwenzori-Gebirge (im Englischen meist Rwenzori geschrieben) ist mit bis zu 5109 m das dritthöchste Gebirge Afrikas. Es liegt in Ostafrika auf der Grenze zwischen der Demokratischen Republik Kongo und Uganda und gehört zu den drei Gebirgen Afrikas, die  Vergletscherungen aufweisen. Wegen seiner hohen ökologischen Bedeutung ist es Teil des UNESCO-Weltnaturerbes.

## Name
Der Name Ruwenzori leitet sich vom Begriff Rwenjura (ausgesprochen: Rwen-dschura) in der Sprache der auf ugandischer Seite ansässigen Batoro ab und heißt in etwa „Regenmacher“, kann aber auch mit „Wolkenkönig“ übersetzt werden. Anfänglich existierten viele weitere Schreibweisen wie Ruwenzururu, Ruwenjura, Runssoro, Rundjuru, Rwenzuzu, Rwenzeri, der britisch-amerikanische Afrikaforscher Henry Morton Stanley favorisierte jedoch Ruwenzori. Der Name setzte sich in der Folge durch und ist sowohl im Kongo als auch im deutschsprachigen Raum, gefördert auch durch die Expeditionsberichte von Luigi Amadeo von Savoyen, noch heute die gängige Bezeichnung.
Im englischsprachigen Raum hat sich die Schreibweise Rwenzori durchgesetzt. Sie gilt als näher an der ursprünglichen Aussprache und ist daher seit den 1980er Jahren auch die offizielle Schreibweise in Uganda.

## Geographie

### Lage und Umgebung
Das Ruwenzori-Gebirge ist in Nord-Süd-Richtung etwa 130 km lang und 50 km breit und liegt etwa 40 km nördlich des Äquators inmitten des äußerst langgestreckten Ostafrikanischen Grabenbruchs im Western Rift, dem westlichen Ast des Grabenbruchs, zwischen dem Albertsee im Nordosten und dem Eduardsee im Südwesten. Etwas weiter westlich schließt sich jenseits des Grabens bzw. hinter den dortigen Gebirgen das Kongobecken an. Im Osten fällt das Gelände zum Georgsee bzw. Eduardsee und Hochland von Uganda ab, auf dem der Viktoriasee liegt, bevor weiter östlich die andere Seite des Riftgrabens erreicht wird. Ein Großteil des Ruwenzori, insbesondere der hohe Zentralteil des Ruwenzori-Gebirges liegt hauptsächlich in Uganda, die westlichen Abhänge gehören zum Territorium der Demokratischen Republik Kongo.
Historisch und touristisch bedeutsamster Ort im Umkreis des Gebirges ist Fort Portal, nordöstlich des Ruwenzori in Uganda gelegen. Weitere wichtige Städte sind das südöstlich gelegene Kasese und Kilembe, das bereits unmittelbar im Gebirge liegt. Ibanda, ein verhältnismäßig kleiner Ort im östlichen Ruwenzori, ist als wichtiger Ausgangspunkt von touristischer Bedeutung. Im Nordwesten, aber dennoch in Uganda gelegen, liegt Bundibugyo. Auf der kongolesischen Seite sind Mutwanga im westlichen Teil des Ruwenzori und Kasindi im Süden zu erwähnen.

### Gipfel
Die Hauptgipfel liegen im Zentrum des Ruwenzori-Gebirges, das von Nord nach Süd etwa 50 km lang und von Ost nach West etwa 40 km breit ist und sich in mehrere Teilgebirge aufgliedert.
Das Massiv der Stanley-Berge weist den höchsten Ruwenzori-Gipfel auf, den Margherita Peak (Pic Marguerite) (5109 m), über den die Grenze zwischen Kongo und Uganda verläuft. Seine Höhe wird manchmal auch mit 5110 m, 5119 m oder 5120 m angegeben. Er ist über einen 5050 m hohen Kamm mit dem zweithöchsten Berg – Alexandra (5091 m) – verbunden. Weitere Gipfel dieses Massivs sind Albert (5087 m) und Wasuwamesu (4462 m) im Kongo und Möbius (4918 m) und Savoia (4977 m) in Uganda.

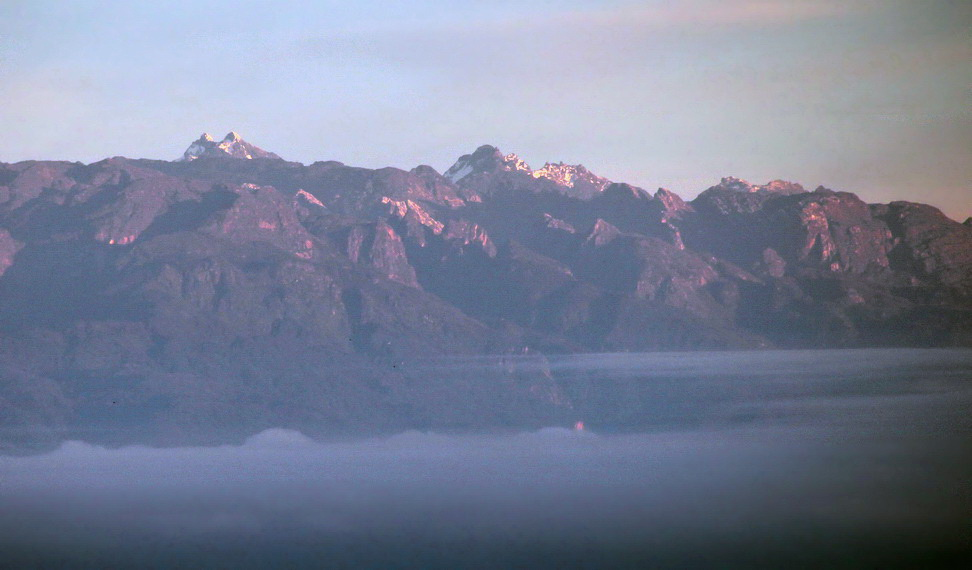
Hauptgipfel der Ruwenzori-Kette: v. l. n. r. Doppelspitze des Mt. Stanley (Margherita Peak 5109 m, r.), Mt. Baker, Mt. Speke und Mt. Gessi

Mount Speke (auch Speke-Plateau genannt) umfasst die Gipfel Vittoria-Emanuele (4890 m) und Johnston (4834 m) in Uganda.
Zum Mount Baker (auch Baker-Plateau genannt) in Uganda zählen die Gipfel Edward (4842 m), Semper (4794 m), Wollaston (4626 m) und Moore (4623 m).
Mount Emin ist das nördlichste des hohen Ruwenzorimassivs und liegt als einziges vollständig auf kongolesischer Seite. Der höchste Gipfel ist Umberto (auch Humbert, 4798 m). Der zweite wichtige Gipfel, Kraepelin Peak, ist 4791 m hoch.
Mount Gessi liegt im Nordosten des zentralen Ruwenzori in Uganda. Der höchste Gipfel ist Iolanda (auch Jolanda, 4715 m), Bottego ist 4699 m hoch.
Der Mount Luigi di Savoia (auch Luigi-di-Savoia-Plateau genannt), ebenfalls in Uganda gelegen, ist das südlichste Massiv und umfasst die Gipfel Sella (4627 m), Weismann (4620 m) und Stairs (4545 m).
Ebenfalls in Uganda liegen die Portal Peaks (auch Mount Portal Peaks oder Portal-Peaks-Plateau genannt) mit den Gipfelpunkten Kihuma (4391 m), Middle Portal (4545 m) und Rutara (4280 m). Diese Gipfel sind nicht vergletschert.

### Flüsse und Täler

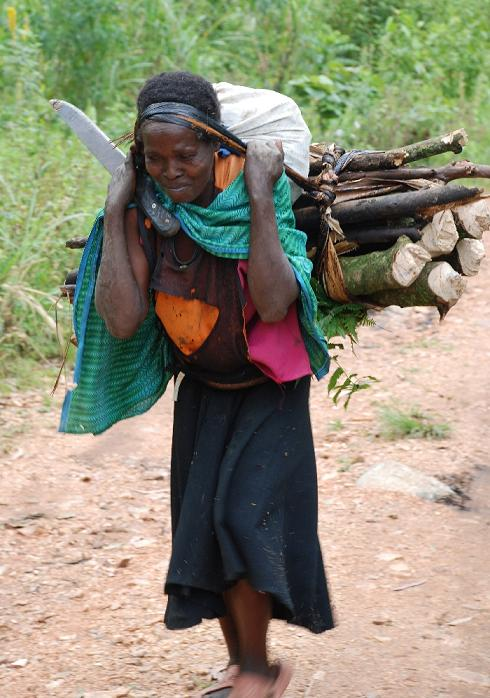
Einwohnerin im Nationalpark der Ruwenzoriberge, Uganda

Der Bujukufluss entspringt zwischen Mount Stanley und Mount Speke und fließt in Richtung Osten durch das Bujukutal, das einer der bedeutendsten Zugänge zur Kernzone des Gebirges ist. Zuflüsse zum Bujuku sind der Mugusu (auch Migusi), der zwischen Gessi und Speke entspringt, und der Kurungu, der seinen Ursprung zwischen Gessi und den Portal Peaks hat. Zwischen Mount Baker und Mount Savoia entspringt der Mubuku (auch Mobuku), in den der Bujuku mündet. Das Mubukutal ist der wesentliche Zugang zum südlichen Ruwenzori, insbesondere zum Mount Baker und Mount Savoia. Weniger bedeutend ist das Tal des Kuruguta, das direkt in den Süden des Savoia führt.
Nach Westen fließt der Butawu, der aus den Kitandaraseen im südlichen Bereich zwischen Mount Baker und Mount Savoia entspringt.

### Seen
Im Ruwenzori liegen einige Seen, die ihre Entstehung meist dem Rückzug der Gletscher verdanken und somit als Gletscherrandseen klassifiziert werden können. Zu den größten zählen etwa die Kitandara-Seen (4027 m) südwestlich des Mount Baker, Lake Bujuku (3500 m) im oberen Bujukutal und Lake Vert (4300 m) westlich des Mount Stanley.

## Geologie

Topographische und geologische Karte der Ruwenzori-Kette. Nach den Aufnahmen der Expedition von Luigi Amadeo von Savoyen 1906. Mit Routenverlauf der Expedition (rot)

Als einziges der hohen Gebirge Subsahara-Afrikas ist der Ruwenzori nicht vulkanischen Ursprungs. Das Ruwenzori-Gebirge ist eine geologische Besonderheit, denn hier entsteht ein Bruch innerhalb einer Kontinentalplatte. Dadurch bildet sich der Ostafrikanische Graben als Teil des Großen Afrikanischen Grabenbruchs. Die Ostafrika-Platte entfernt sich pro Jahr um etwa zwei Zentimeter vom übrigen Kontinent, so dass der Graben immer breiter wird. Dennoch wurde das Ruwenzori-Gebirge bei der Entstehung dieses vulkanisch und tektonisch aktiven Grabenbruchs in mindestens zwei Phasen aus präkambrischen Gesteinen als Horst angehoben. Vor etwa acht und vor drei Millionen Jahren gab es im afrikanischen Graben eine starke vulkanische Aktivität und kräftige Hebungsprozesse. Dabei entstand auch das Ruwenzori-Gebirge.
Hier treten hauptsächlich metamorphe Gesteine wie etwa Amphibolit und Gneis auf. In Kontakt damit finden sich Quarzite und Kalkschiefer. Basalt, Kalkstein und Marmor sind seltener vertreten.

## Klima
Das Klima im Ruwenzori-Gebirge zeichnet sich durch sehr hohe Luftfeuchtigkeit (bis zu 100 %) und große Niederschlagsmengen in nahezu allen Klima- bzw. Vegetationszonen aus. Berghänge verwandeln sich oftmals in tückische Schlammrutschbahnen. Weil es an rund 300 Tagen pro Jahr regnet und die Verdunstung bedingt durch die warmen Aufwinde sehr stark ausfällt, ist das Gebirge zumeist von Wolken umhüllt. Feucht-warme bis -heiße Witterung herrscht in den tieferen Gebieten vor und eher eisig-feuchte Kälte auf den Gipfeln.

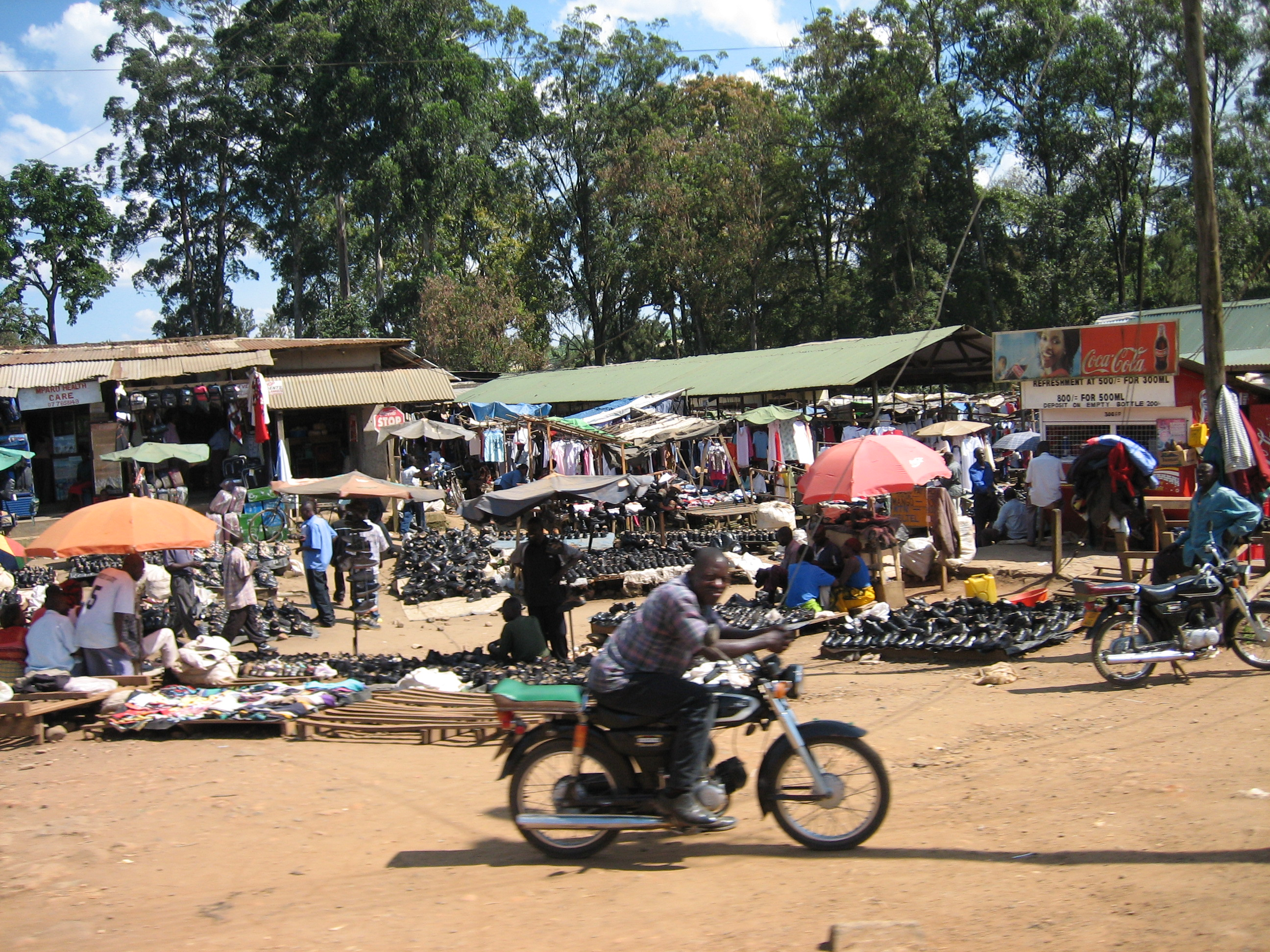
Markt in Fort Portal, dem Ausgangspunkt für Expeditionen in den Ruwenzori

Von April bis Oktober dominieren hier südöstliche Winde, die den Monsun bringen. Von Oktober bis März hingegen ist Nordost die Hauptwindrichtung. Die Windgeschwindigkeit ist meist nur schwach. Besonders die Ostflanke des Gebirges verzeichnet mit bis zu 2500 Millimetern Niederschlag pro Jahr Spitzenwerte, wobei diese Mengen von der Regenwaldzone am Fuß der Berge bis in die Gipfelregion erreicht werden. Die Ebenen um das Gebirge sind im Vergleich dazu wesentlich trockener und erreichen nur etwa ein Drittel dieser Menge.
Die Temperaturen liegen während der Regenzeit aufgrund der geringeren Sonneneinstrahlung etwas geringer als in der Trockenzeit, die Unterschiede sind jedoch klein. Auch die Tagesschwankungen sind sehr gering. So schwankt die Temperatur etwa auf der Bujukuhütte (3915 m) ständig zwischen −1 °C und 10 °C. Ab 4000 m tritt fast jede Nacht Frost auf. Die durchschnittliche Temperatur nimmt mit 100 Metern Höhe  um etwa 0,65 °C ab. Die Null-Grad-Grenze liegt dabei bei etwa 4400 m bis 4900 m.

## Gletscher

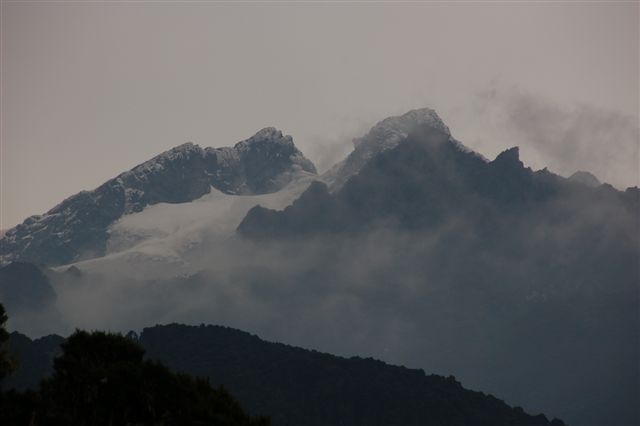
Der vergletscherte Mount Stanley von Osten: Links Alexandra Peak, rechts Margherita Peak

Der Ruwenzori ist neben Kilimandscharo und Mount Kenya das dritte Gebirge des Kontinents, dessen höchste Gipfelregionen vergletschert sind, obwohl es in den tropisch-heißen Regionen liegt. Nahezu alle Gipfel des Zentralmassivs, von denen sich fast alle in Uganda befinden, liegen oberhalb der Schneegrenze; Ab etwa 4500 m Höhe sind/waren die meisten Berge leicht und ab 4800 m Höhe stark vergletschert.
Aber die Fläche, die bei der ersten Erforschung vor hundert Jahren noch 6,5 Quadratkilometer ausmachte, geht aufgrund der Klimaerwärmung zurück. Im Januar 2022 betrug die Gletscherfläche noch 0,38 Quadratkilometer, wobei der Mount Stanley 92 Prozent der Gletscherfläche ausmacht. Hierbei ist jedoch anzumerken, dass die in der Literatur zu findenden Angaben oft stark voneinander abweichen. Pro Jahr schrumpfen die Gletscher derzeit aufgrund kontinuierlich steigender Temperaturen um mehrere Dutzend Meter. Die Gleichgewichtslinie lag bis etwa 1900 unterhalb von 4500 m, 1955 etwa auf 4600 m und heute noch einmal mindestens 100 Meter höher.
1955 wurden im Ruwenzori noch zweiundvierzig Gletscher gezählt, 1988 waren es allenfalls mehr als dreißig. Heute ist nur mehr der Mount Stanley großflächig vergletschert, alle anderen Massive weisen nur noch kleine Eisfelder auf. Mount Gessi und Mount Emin, die etwa zu Beginn des 20. Jahrhunderts noch stark vergletschert waren, gelten heute bereits als eisfrei. Wissenschaftler rechnen damit, dass die Gletscher bald ganz verschwunden sind.

## Flora und Fauna

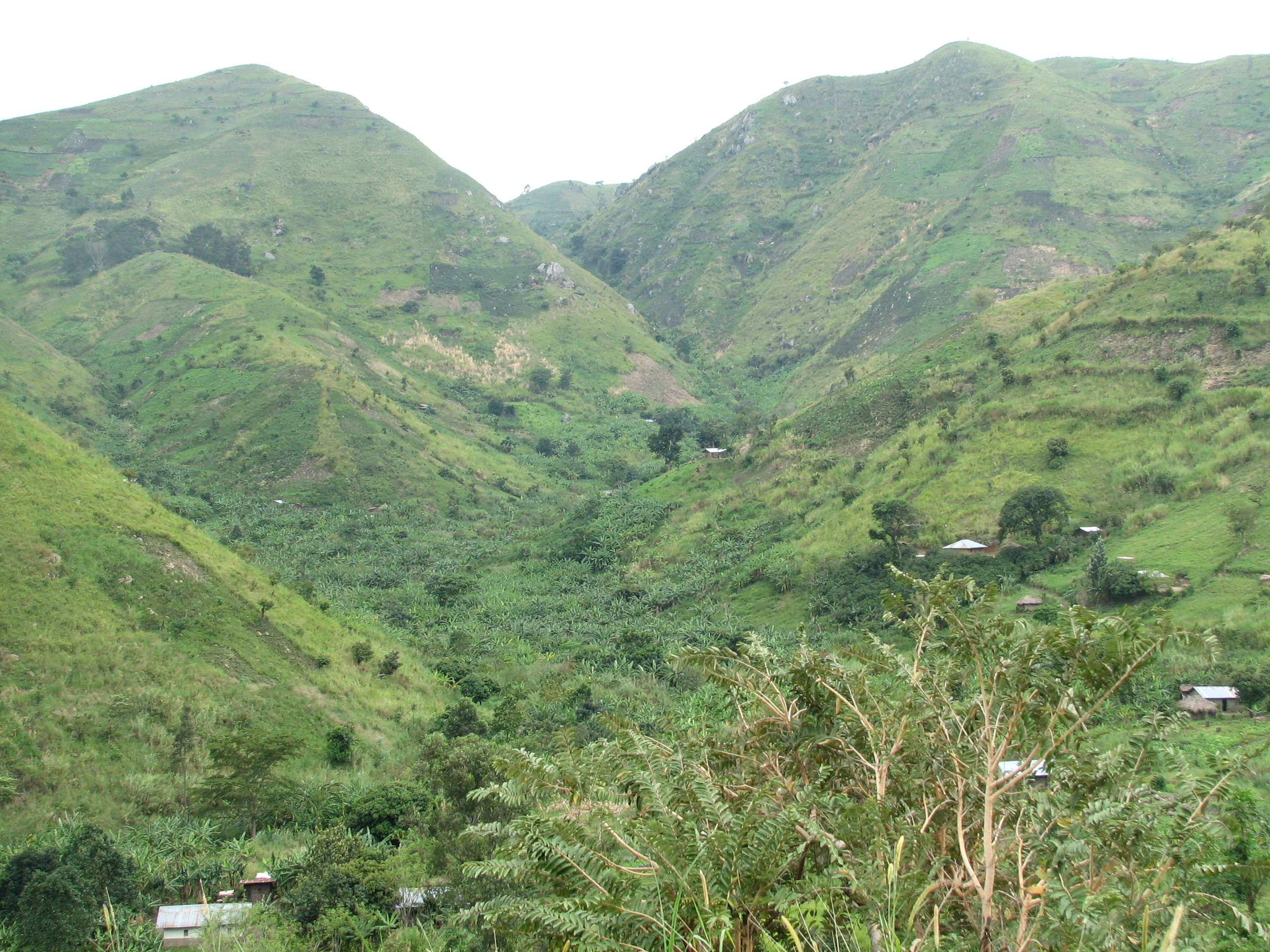
Steile landwirtschaftlich genutzte Hänge in den niedrigeren Regionen des Ruwenzori

Das Ruwenzori-Gebirge stellt für die afrikanische Flora und Fauna einen wichtigen, üppigen und artenreichen Lebensraum dar. Mehrere Arten sind hier endemisch. Darüber hinaus sind hier mehrere andernorts sehr gefährdete Arten zu finden. Es wird damit gerechnet, dass viele Spezies des Ruwenzori noch gar nicht entdeckt worden sind.
Einige Pflanzengesellschaften des Ruwenzori ähneln denen der Anden in Südamerika.

### Flora
Die Identifikation deutlich abgegrenzter Höhenstufen ist im Ruwenzorigebiet kaum möglich, da sich die Vegetation bestimmter Höhenlagen je nach Exposition stark unterscheiden kann und sich die einzelnen Pflanzengesellschaften stark überlappen.
Das Tiefland rund um das Ruwenzorigebirge ist hauptsächlich von Grasland geprägt, das bis in eine Höhe von etwa 2000 m hinaufreicht. Während der Trockenzeit kommt es hier zu zahlreichen Bränden, die große Teile des Gebiets zerstören und gefährliche Ausmaße annehmen können. Solche Feuer ziehen häufig auch höhere Vegetationszonen in Mitleidenschaft. Das dicht wachsende Napiergras aus der Gattung der Lampenputzergräser ist eine typische Pflanze der Täler dieser Höhenstufe, an den Hügeln wachsen kürzere Gräser und viele Blütenpflanzen, als Bäume sind die Schirmakazien zu nennen. In dieser Zone wird Landwirtschaft betrieben, unter anderem werden Maniok, Kochbananen, Bohnen, Süßkartoffeln und Taro angebaut.

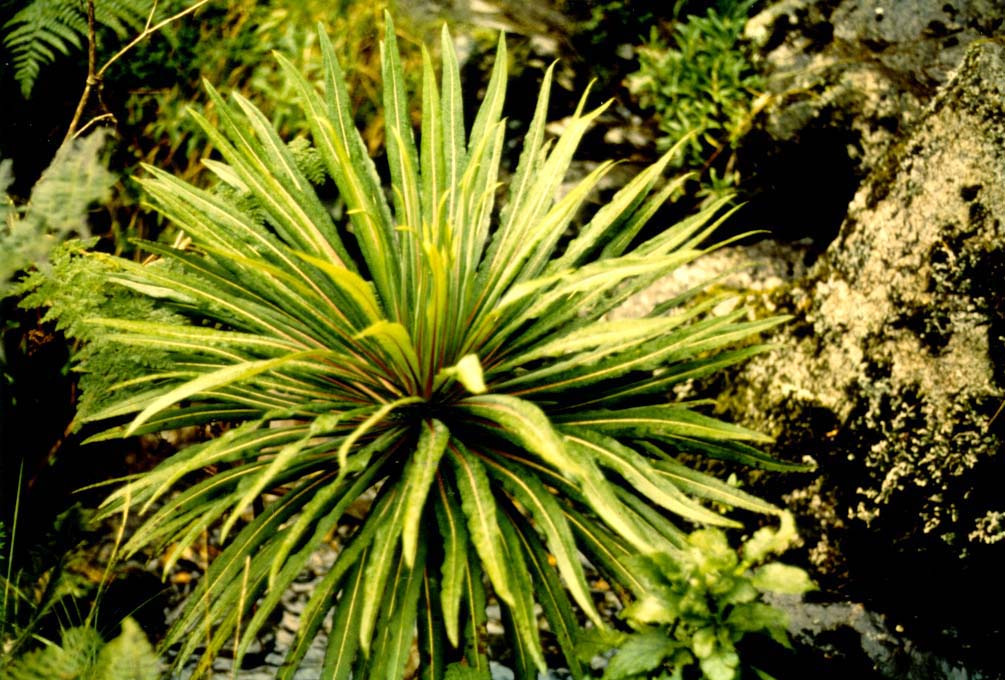
Lobelien-Art aus dem Berg-Regenwald des Ruwenzori-Gebirges

Der Bergwald, der bis etwa 2500 m hinaufreicht, ist nicht besonders dicht und weist ein lückenhaftes Kronendach auf. Die meisten Bäume erreichen etwa 30 Meter, darunter sind etwa Steineiben, Baumfarne der Gattung Cyathea, Bananengewächse der Gattung Ensete und zahlreiche Kletterpflanzen, die ein nur schwer durchdringliches Gestrüpp bilden. Der Bedeckungsgrad des Bodens mit Pflanzen ist hier sehr hoch.
Bis etwa 3000 m sind Bambus, Akanthusgewächse und die Canarina-Art Canarina eminii charakteristische Pflanzen. Ein Hindernis für Wanderer sind in dieser Höhenstufe die Brennnesseln.

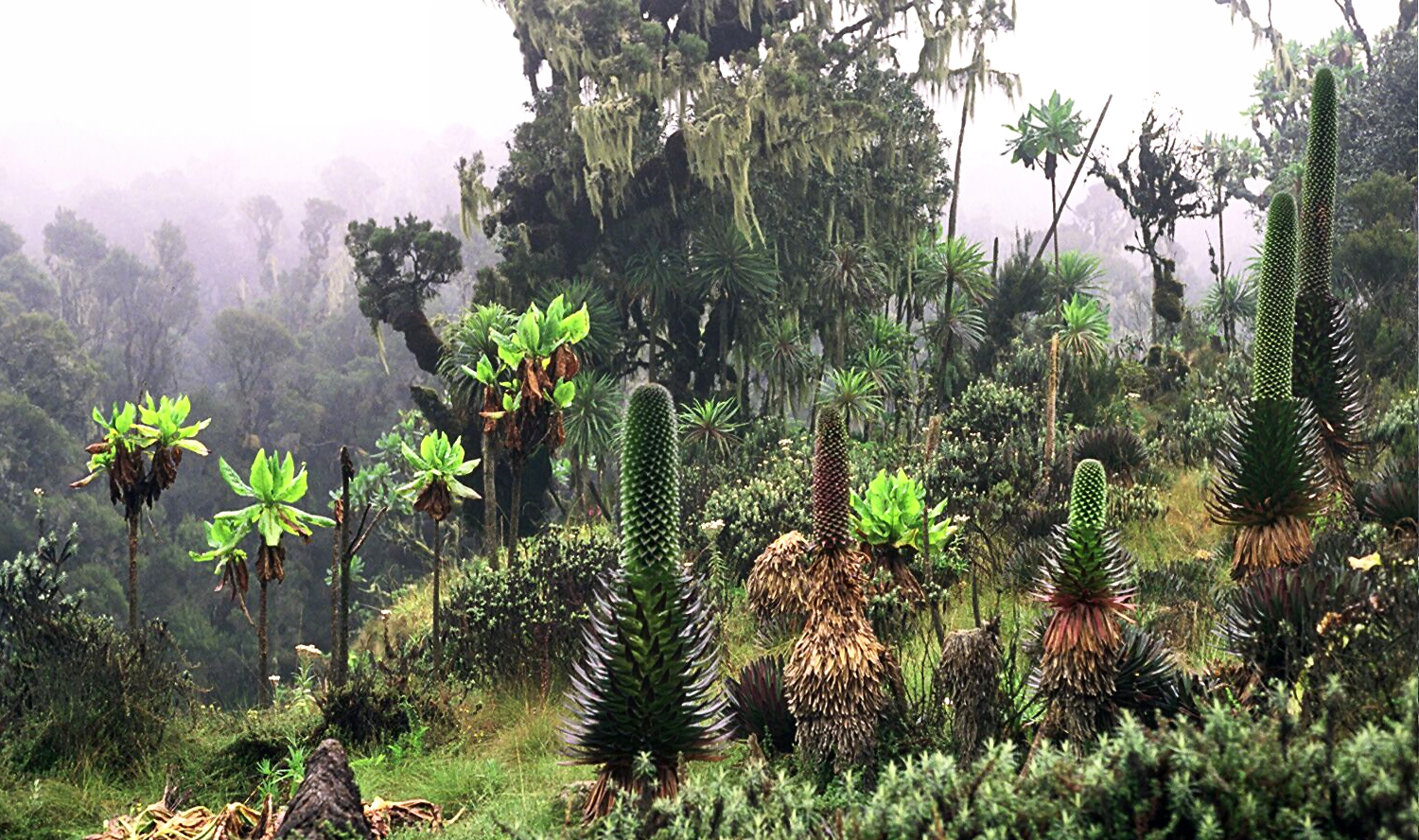
Pflanzengesellschaft am Ruwenzori: Bis zu 4000 Meter dominieren riesige Lobelien

Die Baumgrenze liegt erst in einer Höhe von bis zu 4000 m. Hier vorkommende Bäume sind etwa der Kosobaum, Rapanea rhododendroides oder Hypericum lanceolaticum aus der Gattung der Johanniskräuter. Hypericum bequaertii kommt nur am Ruwenzori vor, ebenso die Strahlenaralie (Schefflera polysciadia). Auch Greiskräuter erreichen hier Baumhöhe. Besonders häufig sind hier auch Heidekräuter und Pflanzen der Gattung Rapanea. Als Charakterpflanzen des Ruwenzori gelten jedoch die Lobelien, die hier besonders hoch wachsen können, so kann etwa Lobelia lanuriensis bis zu acht Meter hoch werden.
Zwischen 4000 m und 5000 m liegt die alpine Zone, in der die Temperatur in der Nacht regelmäßig unter den Gefrierpunkt sinkt. Strohblumen wachsen hier bis zu eineinhalb Meter hoch, auch Frauenmantelgewächse sind hier zu finden. Lobelia wollastonii ist die bekannteste Lobelienart, die bis in diese Höhen vorstößt.

### Fauna

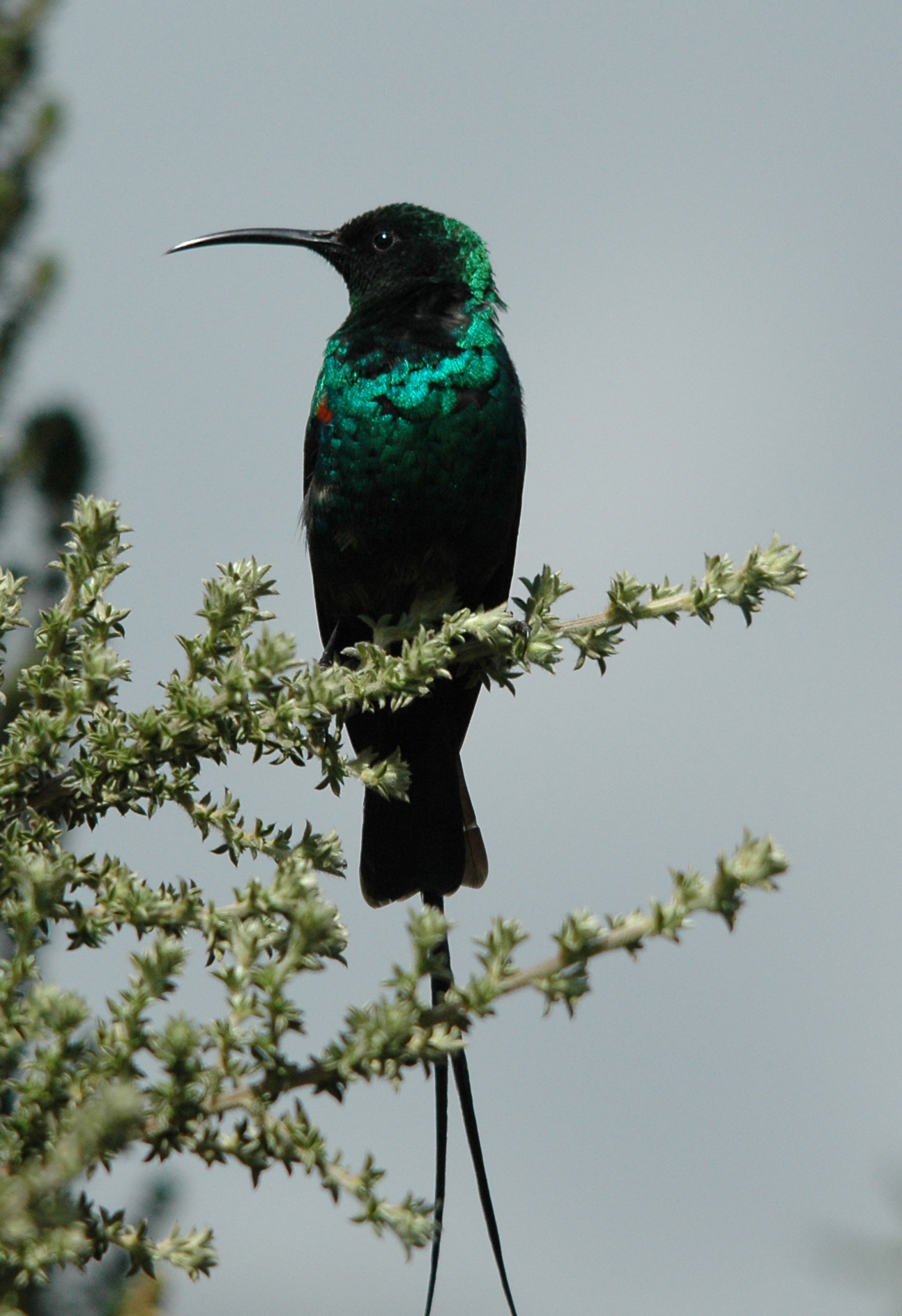
Der Lobelien-Nektarvogel, ein Bewohner der Gebirgswälder im Ruwenzori

In den tieferen Regionen des Ruwenzori leben mehrere Affenarten wie Schimpansen, Angola-Stummelaffen und Diademmeerkatzen. Auch der Buschbock und der Afrikanische Büffel kommen hier vor, wobei letzterer selten ist. An den südlichen Ausläufern des Ruwenzori-Gebirges wurde Ende des 19. Jahrhunderts das Okapi entdeckt. Der Schwarzstirnducker und das Riesenwaldschwein kommen bis zu 3000 m häufig vor, sind manchmal aber auch bis zur Baumgrenze hinauf zu finden. Auch der Afrikanische Elefant ist in tieferen Lagen häufiger, wandert jedoch besonders auf der kongolesischen Westseite manchmal bis in Höhen von 4000 m hinauf. Bis in diese Höhe kommt auch der Baumschliefer häufig vor, er dringt aber auch noch höher vor, ebenso wie der Leopard.

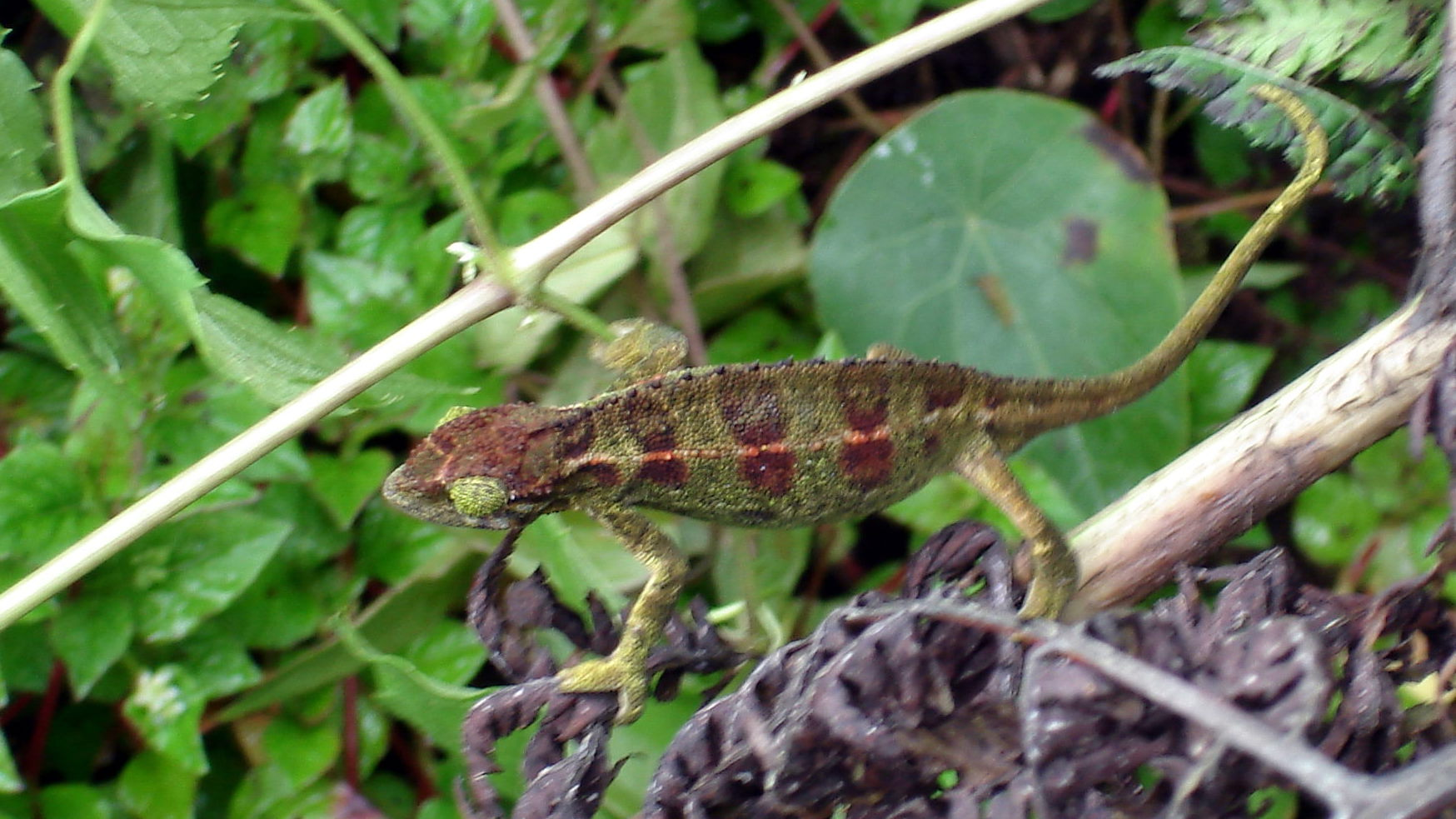
Chamäleon im Ruwenzori

Die Vogelfauna ist durch den endemischen Ruwenzori-Turako, Edelfrankolin, Oliventaube und mehrere Arten der Nektarvögel, beispielsweise den Lobelien-Nektarvogel vertreten. Letzterer kommt ebenso wie die Schwarzente und der Alpensegler häufig in der alpinen Zone vor. Geierrabe und Bergbussard sind in allen Höhenlagen bis in die Gipfelregionen zu finden.
Als Vertreter der Amphibien ist der endemische Frosch Africana ruwenzorica zu erwähnen. Auch zwei Chamäleonarten, Chamaeleo adolfi-friederici und Chamaeleo ituriensis kommen nur hier vor.

## Nationalparks und Naturschutz
Das Gebiet auf ugandischer Seite ist Bestandteil des 1994 ausgerufenen Rwenzori-Mountains-Nationalparks. Dieser umfasst den zentralen Teil des Ruwenzori-Gebirges, zu dem unter anderen dessen üppige Bergregenwälder gehören. Zweck des 996 km² großen Nationalparks ist es, das Landschaftsbild und die Flora und Fauna zu schützen und für die Zukunft zu bewahren. Geleitet wird das Schutzgebiet heute von der Uganda Wildlife Authority (UWA), die auch die Besucherzahlen reglementiert.
Der kongolesische Teil des Ruwenzori steht als Bestandteil des Nationalparks Virunga (1925 als Parc National Albert, auch Parc National Albert de Kivu gegründet, seit 1969 Virunga-Nationalpark) bereits seit 1929 unter Schutz.
1994 wurde ein großer Teil des Ruwenzori von der UNESCO zum Weltnaturerbe erklärt.
Die Kontrolle des Gebietes erwies sich bereits öfters als schwierig, insbesondere in Zeiten der politischen Instabilität wurden Schutzmaßnahmen im Ruwenzori fast unmöglich. Dies war etwa von 1997 bis 2001 aufgrund des Kongokrieges der Fall. Rebellengruppen nutzten das Gebirge als Rückzugsgebiet und verübten Attentate, darüber hinaus kam es zu illegalen Abholzungen und Wilderei. Insbesondere Schimpansen und Büffel wurden durch die Jagd nach Bushmeat in Mitleidenschaft gezogen, letztere wurden nahezu ausgerottet.
Ein weiteres Problem ist die zunehmende Bevölkerungsdichte im Umland des Parks und die damit verbundene Übernutzung des Landes, die unter anderem eine erhöhte Erosion mit sich bringt. Der Zustand des Parks wurde nach dem Stand von 2013 an die UNESCO berichtet. Die Effekte des Klimawandels und der seit 2006 an chinesische Unternehmen erteilten Bergbaulizenzen auf das Schutzgebiet sind ausführlich beschrieben.

## Infrastruktur

### Wege
Das Ruwenzorigebirge ist nur wenig erschlossen. In den unteren Gebirgsregionen führen die Wege in einem ausgeklügelten System oft nur als Sackgassen zu den Lehmhütten der Plantagenarbeiter, nur wenige Pfade, die Teil dieses Systems sind, führen durch das Labyrinth des Dschungel hinauf in die Gipfelregionen. Die Gebirgslandschaft ist von kleinen Wegen durchzogen, die in den dauerfeuchten tropischen Regenwaldgebieten meist nur schwer zu überwinden sind und oftmals langgestreckten Schlammpisten gleichen oder durch das Dickicht (Unterholz, Gestrüpp, Buschwerk und hohe Bäume) führen und schnell wieder zuwachsen. Pfade und Kletterrouten führen bis auf die Gipfel. Auf zwei Routen werden geführte Touren angeboten. Der "Kilembe Trail" startet in Kilembe, während der "Central Circuit Trail" in Nyakalengija beginnt.

### Hütten
Für Alpinisten stehen mehrere Schutzhütten zur Verfügung. Sie stehen nur Bergsteigern zur Verfügung, die die Übernachtung vorab gebucht haben. Auf der Seite Ugandas sind dies die Nyabitaba Hut (2651 m), Guy Yeoman Hut (3260 m), John Matte Hut (3380 m), Bigo Hut (3390 m), Bujuku Hut (3915 m), Kitandara Hut (3960 m), Elena Hut (4470 m) und Irene Lakes Hut (4425 m). Die Hütten liegen am "Central Circuit Trail" und werden von Rwenzori Mountaineering Services verwaltet.
Zudem betreibt Rwenzori Trekking Services die Hütten Nyamwamba Hut (1973 m), Forest View Hut (2580 m), Sine Camp (2598 m), Kalalama Camp (3134 m), Samalira Camp (3170 m), Mutinda Camp (3588 m), Kiharo Camp (3430 m), Bugata Camp (4062 m), Hunwicks Camp (3974 m) und Margherita Camp (4495 m). Die Camps liegen am sogenannten Kilembe Trail. Alle Hütten sind unbewirtschaftet und bieten mit Matratzen ausgestattete Nachtlager.
Auf kongolesischer Seite liegen die 1942 errichteten Hütten Kyandolere (1700 m), Kalongi (2010 m), Mahungu  (3280 m), Kyondo (4235 m) und Moraine (4244 m).
Darüber hinaus bieten steile, überhängende Felswände regengeschützte Lagerplätze („Rock Shelters“) für bis zu hundert Personen, die ebenfalls von touristischer Bedeutung sind.

## Tourismus und Alpinismus
Wenn es die politische Lage in der Demokratischen Republik Kongo und in Uganda zulässt, erfreut sich die Region um das Ruwenzori-Gebirge und den Rwenzori-Mountains-Nationalpark bei Touristen und Naturfreunden großer Beliebtheit. Viele Touristen kommen auch zum Bergsteigen. Dabei ist die ugandische Seite touristisch um ein Vielfaches bedeutender als die kongolesische, was einerseits an größeren bürokratischen Hürden und Naturschutzbedingungen, aber auch an der politischen Situation und der schlechteren Zugänglichkeit im Kongo liegt.
Die Besteigung der Gipfel erfordert wegen der großen Höhe neben geeigneter Ausrüstung und einer ausreichend langen Akklimatisation zur Vermeidung der Höhenkrankheit eine gute körperliche Belastbarkeit, auch wenn Träger für den Transport der Ausrüstung zur Verfügung stehen. Denn die ständige hohe Luftfeuchtigkeit, die häufigen Niederschläge und die alles durchdringende Nässe, verbunden mit tropischer Hitze in den tieferen Gebieten und der Kälte in den Gipfelregionen, stellen starke körperliche Belastungen dar. Der Ruwenzori gilt als alpinistisch schwierigstes und konditionell anspruchsvollstes Hochgebirge Afrikas. Abgesehen vom Alpinismus im engeren Sinne ist auch der Trekkingtourismus in der Region von Bedeutung. Eine der beliebtesten Routen führt von Ibanda über die Bujuku- und die Kitandarahütte.
Für den Skisport ist das Ruwenzorigebirge kaum geeignet, da die Zustiege zur Gletscherregion lang sind und die Gletscher in der Trockenzeit meist nur eine geringe Schneebedeckung aufweisen oder vollständig aper sind. 1951 wurde das Stanley-Plateau erstmals mit Skiern befahren. Am Ruwenzori Ski gefahren zu sein, ist Bedingung für die Aufnahme im 1955 gegründeten Ski Club of Uganda.

## Geschichte

### Vorgeschichte und erste Erkundungen

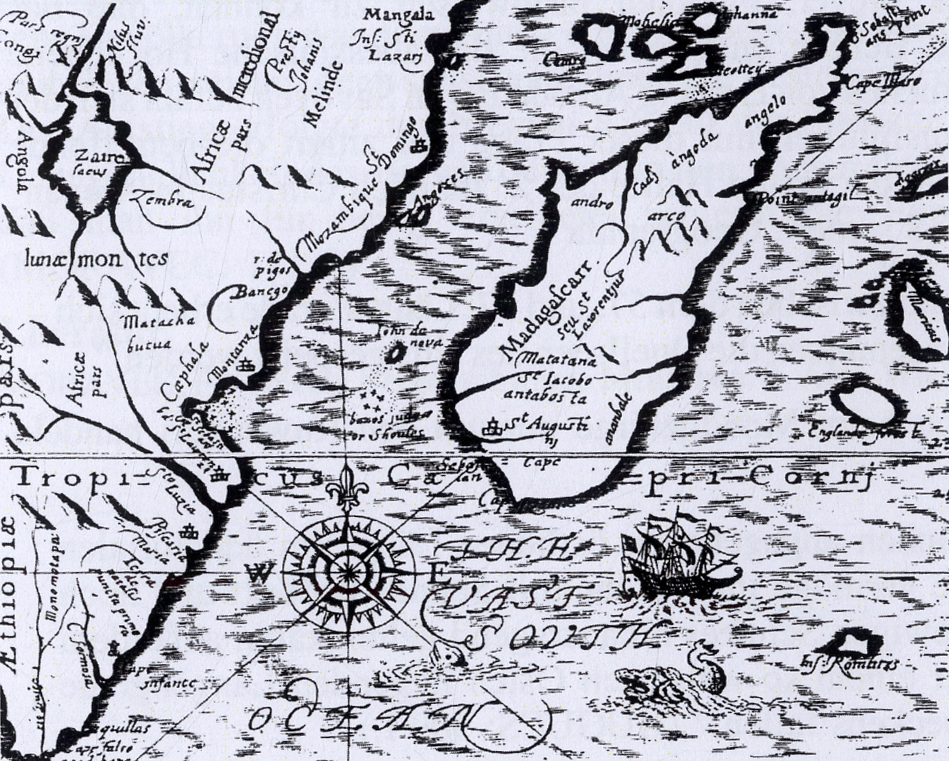
Die Lage der „Lunae montes“, der legendären Mondberge auf einer Karte aus dem Reisebericht von Thomas Herbert, 1638

Gerüchte um ein schneebedecktes Gebirge in der Mitte Afrikas, das den Nil speise, sind seit langer Zeit bekannt. Der griechische Tragödiendichter Aischylos berichtete etwa 500 v. Chr. erstmals, dass „Ägypten von Schnee genährt“ werde. Wenig später, etwa 450 v. Chr., beschrieb Herodot die Nilquelle als einen See zwischen zwei Berggipfeln, was nach Ansicht einiger Forscher dem Lac de la Lune entspricht. Der griechische Mathematiker, Geograf und Astronom Ptolemäus brachte im ersten Jahrhundert nach Christi Geburt die legendären „Mondberge“ auf die damaligen Landkarten, in denen er die Quellen des Nils lokalisierte. Bis ins 19. Jahrhundert waren diese Bestandteil der Afrikakarten. Es ist jedoch nicht bekannt, ob und wie die Menschen der Antike Kenntnis vom Ruwenzorigebirge haben konnten, sodass die Gleichsetzung dieser alten mythischen Gebirge mit dem Ruwenzori umstritten ist. Vielfach wurden auch der Kilimandscharo, der Mount Kenya, die Virungaberge hinter den „Mondbergen“ vermutet. Dennoch gibt es einige Parallelen zwischen den Beschreibungen des Ptolemäus und den Gegebenheiten des Ruwenzori, es entspringt auch mindestens einer der Nilzuflüsse im Ruwenzori-Gebirge.

### Neuzeitliche Entdeckung
Die ersten neuzeitlichen Sichtungen des Gebirges sind umstritten. Mehrere Expeditionen, etwa die von Samuel Baker 1864, Henry Morton Stanley und Romolo Gessi 1876 berichteten von Bergen in dieser Region. Die Beschreibungen blieben aber vage, häufig handelte es sich vermutlich um andere Gebirge. Auch die hier so häufigen Wolken verhinderten eine Entdeckung, mehrere Forscher, etwa Emin Pascha 1886 und Gaetano Casati 1887, befanden sich nahe am Gebirge ohne es zu erblicken.
Henry M. Stanley „entdeckte“ den Ruwenzori schließlich am 24. Mai 1888, nachdem ihn zwei Mitglieder seiner Expedition bereits am 20. April gesehen haben sollen. Stanley war von 1889 bis 1890 während einer von ihm geleiteten Expedition auf der Suche nach den Quellen des Nils und sichtete die Gebirgskette aus etwa 100 km Entfernung.

### Erkundung

Lageskizze der Ruwenzorikette der Expedition von Luigi Amadeo von Savoyen 1906

1889 passierte Stanley den westlichen Fuß des Gebirges, der Expeditionsteilnehmer William Grant Stairs drang bis auf eine Höhe von etwa 3200 m vor. 1891 erreichte Emin Pascha bereits eine Höhe von fast 4000 m. In den folgenden Jahren erreichten zahlreiche weitere Forscher, darunter etwa Jean Jacques David 1904 und Rudolf Grauer 1906, immer größere Höhen.
1906 leitete Luigi Amadeo von Savoyen eine große Expedition zur Erforschung des Gebirges. Fünf Monate lang kartierten die Forscher den Ruwenzori, der Expeditionsteilnehmer Vittorio Sella dokumentierte die bis dahin kaum bekannte Region fotografisch. Im Zuge dessen konnten die alpinistisch erfahrenen Entdecker auch alle wichtigen Gipfel des Ruwenzori erstbesteigen. Dafür wurden neben Wissenschaftlern und Fotografen auch vier Bergführer und etwa hundertfünfzig Träger beschäftigt. Manche Gipfel wurden mehrfach bestiegen, insgesamt verzeichnete die Expedition 30 Gipfelbesteigungen in 40 Tagen. Darüber hinaus konnten wichtige botanische Sammlungen angelegt und mehrere neue Tierarten beschrieben werden.
1911 erfolgte die erste Festlegung der Staatsgrenze durch den Ruwenzori durch eine kongolesisch-ugandische Grenzkommission.
Die erste Überfliegung des Ruwenzori durch Gordon Noel Humphreys 1931 verschaffte erstmals einen Überblick über das Gebirge und seine Vergletscherung und war eine wichtige Grundlage für die weitere Erkundung. Humphreys konnte in den folgenden Jahren auch mehrere Gipfel des Ruwenzori besteigen, wobei er mehrere neue Routen eröffnete und viel bislang unerforschtes Gelände kartierte.

### Entwicklung des Fremdenverkehrs
Bereits 1942 errichtete die Nationalparkverwaltung auf der kongolesischen Seite des Ruwenzori die ersten Schutzhütten. 1946 wurde die Sektion Uganda des East African Mountains Club gegründet. Ab 1948 wurde mit der Bujukuhütte die erste Hütte auf ugandischer Seite eröffnet, in den nächsten Jahren folgten mehrere weitere.
1987 wurde die Tourismusvereinigung Ruwenzori Mountaineering Services (RMS) gegründet, und führt seither zahlende Kunden über den Central Circuit Trail auf Mount Stanley und benachbarte Gipfel. 2009 wurde mit dem Kilembe Trail ein neuer Weg auf den Gipfel erschlossen, der durch den neu gegründeten Rwenzori Trekking Service (RTS) angeboten wird.
Der Höhepunkt des Tourismus lag in den 1990er Jahren. Zwischen 1988 und 1993 stieg die Zahl der Besucher von unter 400 auf über 1600 jährlich. Als Uganda durch den Kongokrieg in Mitleidenschaft gezogen wurde, litt auch der Tourismus und damit die Wirtschaft der Region. 1997 wurde nach dem Eindringen von Rebellen nach Uganda der Park geschlossen, sodass von 1998 bis 2000 keine Touristen das Gebiet besuchen konnten. Seitdem begannen sich die Besucherzahlen zu erholen, lagen aber mit unter 400 (Stand 2004) noch weit unter dem Stand vor dem Kongokrieg.